# Slachtofferregistratie
Slachtofferregistratie of het documenteren van slachtoffers is het systematische en continue proces van het documenteren van individuele directe sterfgevallen als gevolg van gewapende conflicten of wijdverbreid geweld. Het heeft tot doel een alomvattend overzicht te creëren van alle sterfgevallen binnen een bepaalde reikwijdte, meestal gebonden aan tijd of een tijdperk en locatie.

## Kenmerken
Het vastleggen van slachtoffers omvat op zijn minst het documenteren van de datum en locatie van een gewelddadig incident; het aantal doden; de gebruikte geweldsmiddelen of wapencategorie; en de verantwoordelijke partij of partijen. Het registreren van slachtoffers verschilt met bijvoorbeeld het opsporen van slachtoffers.
Een kenmerkend kenmerk van slachtofferregistratie is dat het slachtoffergericht is en dat geprobeerd wordt de identiteit van elk dodelijk slachtoffer vast te stellen, inclusief naam, leeftijd, geslacht en andere relevante demografische details. Waar relevant voor de conflictcontext kan dit ook etniciteit en religieuze of politieke overtuiging omvatten. Afhankelijk van de doelstellingen en middelen van de organisatie of persoon die de registratie uitvoert, kan een bepaald initiatief echter slechts een specifieke subset van sterfgevallen registreren. Subsets kunnen bijvoorbeeld sterfgevallen omvatten die zijn veroorzaakt door een specifiek oorlogvoerend type of wapentype, of sterfgevallen van een bepaald segment van de bevolking, zoals kinderen.
Slachtofferregistratie richt zich op het documenteren van directe sterfgevallen als gevolg van gewapend geweld. Het omvat normaal gesproken geen sterfgevallen als indirect gevolg van de effecten van conflicten op maatschappijen. Sommige initiatieven voor het registreren van slachtoffers documenteren zowel verwondingen als sterfgevallen. Gegevens over slachtoffers kunnen overlappen met gegevens van personen die vermist zijn geraakt tijdens een conflict of een periode van geweld.

## Uitvoering
Naast organisaties, overheden en hulpdiensten kunnen ook individuen aan slachtofferregistratie doen, bijvoorbeeld door middel van Open Source Intelligence of het bedrijven van onderzoeksjournalistiek. Er wordt in west-Europa bijvoorbeeld veel werk gemaakt van het uitzoeken en documenteren van slachtoffers van de Holocaust in de Tweede Wereldoorlog. Waar dergelijke onderzoeken naar het tijdperk van vóór de wereldwijde beschikbaarheid van internet vaak gebruikt maakte van archieven, krantenartikelen en dagboeken, is het tegenwoordig veel gemakkelijker om beelden van gewapende conflicten en/of geweld te delen via Sociale Media. Bellingcat is bijvoorbeeld een netwerk van burgerjournalisten die via beelden en informatie op openbare kanalen en sociale media gewapende conflicten documenteren.

## Organisaties
Er zijn verschillende organisaties actief met het documenteren van slachtoffers van specifieke geweldsconflicten of sterfgevallen met een bepaald politiek motief.
- Global Witness. een nonprofit organisatie die zich onder andere richt op het documenteren en openbaren van geweld tegen milieuactivisten.
- Syrisch netwerk voor mensenrechten, een organisatie die zich richt op het documenteren van slachtoffers van de Syrische Burgeroorlog.
- Iraq Body Count project, een online samenwerking voor het documenteren van burgerdoden as resultaat van de Invasie van Irak in 2003.
- Conflict Archive on the Internet, een database van conflicten in Ierland.
- Al Mezan Center for Human Rights, een nonprofit organisatie die zich bezighoudt met het documenteren van schendingen van mensenrechten in Palestijnse vluchtelingenkampen op de Gazastrook.